# Đại học Tiểu bang Murray
Viện Đại học Murray State hay Đại học Murray State (tiếng Anh: Murray State University) là một viện đại học công lập hệ bốn năm nằm ở thị trấn Murray, hạt Calloway, tiểu bang Kentucky, Hoa Kỳ với khoảng 10.000 sinh viên đang theo học cả chương trình đại học và cao học. Murray State có hàng trăm sinh viên quốc tế đến từ hơn 50 quốc gia, trong đó chủ yếu là Trung Quốc, Hàn Quốc, Ấn Độ, Ả Rập Xê Út... Mấy năm gần đây, nhờ trường có hợp tác với Bộ Giáo dục&Đào tạo Việt Nam (cùng với Đại học Michigan-State, Đại học Ohio-State, và Đại học Missouri) nên số lượng sinh viên Việt Nam sang học tăng lên đáng kể. Ngoài ra, lý do chủ yếu là chi phí không cao, chất lượng tốt, môi trường sống yên bình, lượng sinh viên vừa phải cũng như các chính sách khuyến khích tuyển sinh quốc tế của trường đã mang lại hiệu quả.

## Truyền thống
Trường Đại học Murray thành lập năm 1922 và trải qua nhiều lần đổi tên trước khi lấy tên gọi chính thức là Murray State University vào năm 1966.

## Chương trình đào tạo

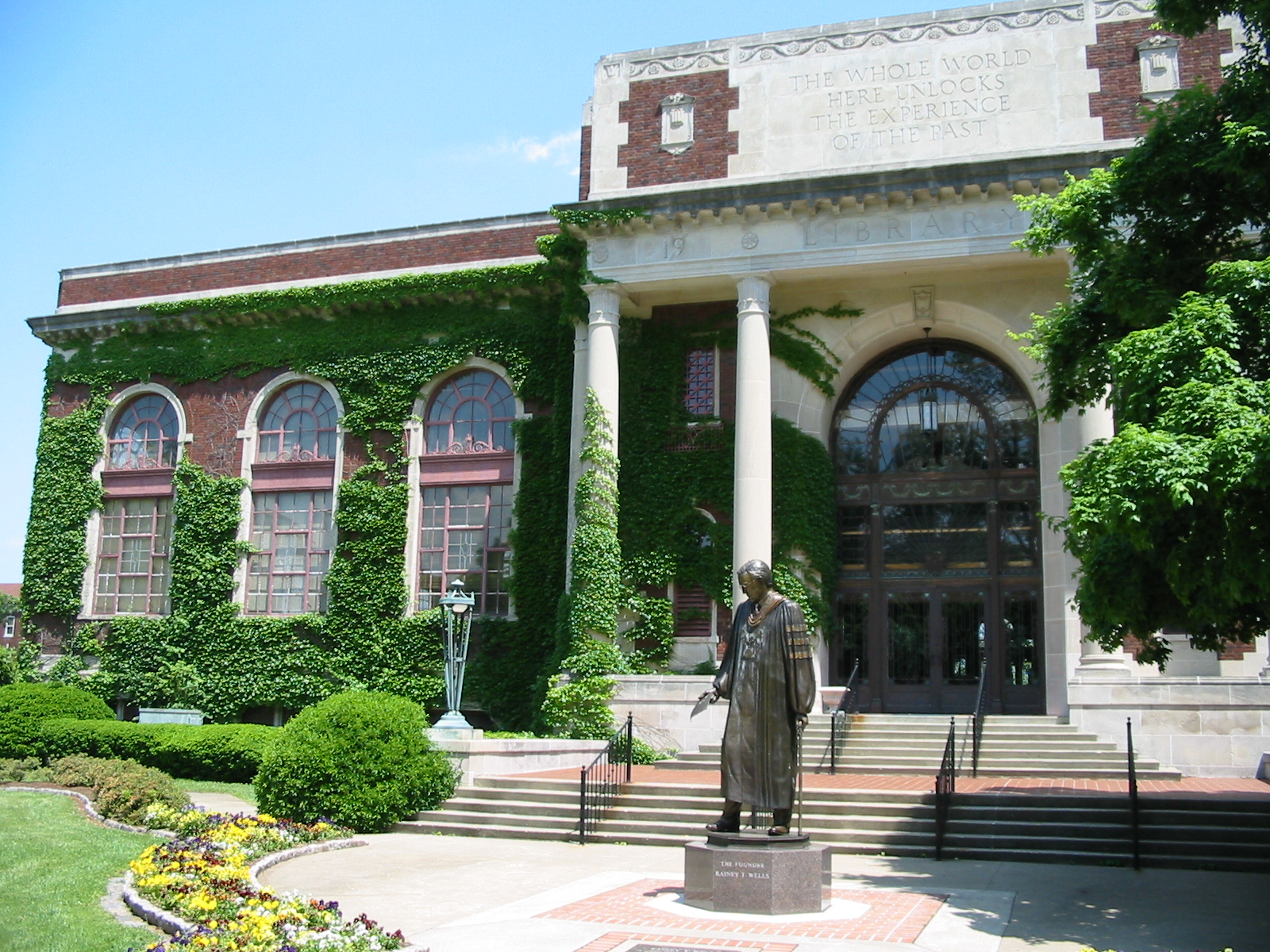
Một thư viện của trường

Trường hiện tại có tất cả 11 chương trình cấp bằng cao đẳng, 64 chương trình cử nhân và 42 chương trình cấp bằng thạc sĩ và các chuyên ngành đặc biệt. Lưu trữ ngày 11 tháng 7 năm 2010 tại Wayback Machine

## Xếp hạng
Trường Đại học Murray được nhiều tổ chức đánh giá cao không những về chất lượng đào tạo mà còn về chi phí học tập. Murray được công nhận bởi Hiệp hội các trường học phía Nam, là một trong 8 trường ở Kentucky được cấp chứng nhận AACSB. Tổ chức News & World Report đánh giá là một trong những trường công lập có chất lượng tốt với chi phí vừa phải tại Hoa Kỳ.

## Đời sống sinh viên

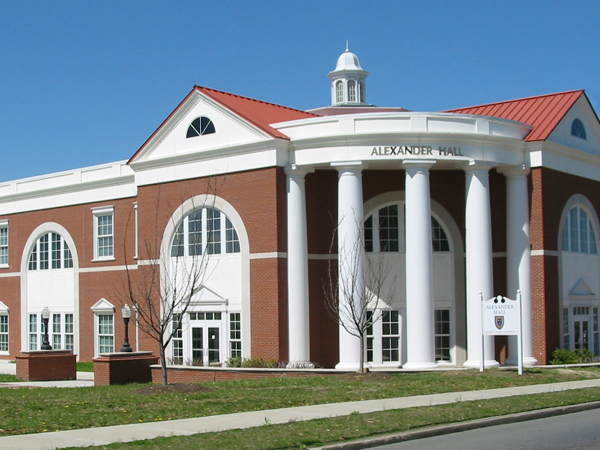
Một nhà tập

Trường có hệ thống cơ sở vật chất tốt với nhiều trang thiết bị phục vụ các nhu cầu học tập và giải trí của sinh viên. Hai nhà tập quy mô lớn cung cấp miễn phí vé vào cửa cho sinh viên của trường. Tại đây, sinh viên có thể học chơi bóng rổ, bóng bàn, bóng quần, bóng đá, có bể bơi rộng và nhiều hình thức tập thể dục khác. Trường còn có một sân vận động lớn sức chứa hàng ngàn người và thường xuyên tổ chức các giải đấu bóng đá Mỹ (American football) với các trường khác. Ngoài ra, trường có cả hệ thống các sân tập ngoài trời cho nhiều dạng thể thao và luôn đủ chỗ cho nhu cầu của sinh viên. Vào các tối thứ 6, 7 và chủ nhật, rạp chiếu bóng của trường chiếu phim miễn phí. Hệ thống xe buýt miễn phí chạy khắp thị trấn. Bưu điện nằm ngay trong trường cung cấp dịch vụ cho sinh viên với phí thấp. Trường cũng cung cấp miễn phí các tờ báo nổi tiếng bên cạnh tờ Murray State News là tờ báo của trường ra số thường xuyên.

## Vấn đề nhà ở & ăn uống
Trường quy định tất cả các sinh viên năm thứ nhất và thứ hai phải ở tại một trong 8 tòa nhà ký túc xá, bao gồm Elizabeth College, White College, Regents College, Hart College, Lee Clark College, James Richmond College, Springer Franklin College, và Hester College. Các tòa nhà Elizabeth, White, Regents, Hart, Springer và Hester đều có mức phí như nhau (khoảng 1.800 USD/học kỳ/4 tháng). Hai tòa còn lại thu mức 2.300 USD/học kỳ. Chi phí khác nhau là do các trang bị trong phòng khác nhau. Các sinh viên năm ba, năm tư, nhà ở gần trường hay các sinh viên thuộc các đối tượng được miễn khác có thể ở trọ ngoài hoặc trong các căn hộ của trường cho thuê nằm trong khuôn viên của trường. Theo số liệu thống kê thì các sinh viên ở trong trường có tỷ lệ tốt nghiệp cao hơn số ở trọ ngoài.
Những sinh viên ở trong các tòa ký túc xá bắt buộc phải mua suất ăn ở căn tin của trường. Thức ăn chủ yếu chế biến theo kiểu Mỹ. Tuy nhiên, trường cũng thường xuyên đổi món và phục vụ các đồ ăn châu Á, chủ yếu là đồ ăn Trung Quốc, Hàn Quốc, Ả Rập Xê Út...những nước chiếm tỷ lệ cao trong khoảng hơn 330 sinh viên quốc tế của trường .

## Phong trào thể dục thể thao
Nhờ có cơ sở vật chất tốt mà phong trào thể dục thể thao của trường phát triển mạnh. Các đội tuyển của trường đều mang tên RACERS và tham gia tranh giải ở nhiều môn thể thao khác nhau trong các cuộc thi đấu toàn nước Mỹ. Ví dụ điển hình là ngay sau khi đội bóng rổ của trường đánh bại đội của Trường Đại học Vandebilt, đã có hơn 5000 lượt truy cập trong ngày. Cũng nhờ có phong trào thể thao lên mạnh mà danh tiếng của trường được nhiều người biết đến. Số lượng sinh viên từ các bang khác đến học gia tăng.